# Maori hojsza
A maori hojsza, más néven Cook-viharmadár (Pterodroma cookii) a madarak (Aves) osztályának a viharmadár-alakúak (Procellariiformes) rendjébe, ezen belül a viharmadárfélék (Procellariidae) családjába tartozó faj.

## Előfordulása
Új-Zéland északi szigetén költ, az év többi részét a Csendes-óceán nyílt vizein tölti.

## Alfajai
- Pterodroma cookii cookii
- Pterodroma cookii orientalis

## Megjelenése
A fajra a 25–30 centiméteres testhossz és 65–66 centiméteres szárnyfesztávolság a jellemző. Vékony csőr és megnyúlt orrnyílás jellemzi. Felül kékesszürke, alul világos tollruhája van.
|  |

## Életmódja
A vízfelszínén halakra, lábasfejűekre és férgekre vadászik.

## Szaporodása
Magas, hegyvidéki erdők földjére készíti sekély mélyedésben lévő fészkét.